# DSP Media
DSP Media (Ди-эс-пи мидиа, кор. DSP미디어) — южнокорейская развлекательная компания, основанная в 1991 году Ли Хо Ёном. Компания работает как звукозаписывающий лейбл, агентство талантов, музыкальная продюсерская компания, компания по организации мероприятий и организации концертов, а так же музыкальное издательство и лейбл звукозаписи. В январе 2022 года компания была приобретена RBW.
На лейбле работают такие известные артисты, как Хо Ён Чжи,KARD и Mirae. Лейбл наиболее известна по таким группам, как SoBangCha, ZAM, COCO, Fin.K.L, Sechs Kies, Kara, SS501, Rainbow, A-JAX и APRIL.

## История
Компания Daesung Enterprise была основана в сентябре 1991 года Ли Хо Ён. Одной из их первых корейских музыкальных групп была Firetruck (소방차). Группа стала хитом и до сих пор любима корейцами старшего возраста.
В феврале 1999 года, благодаря успеху таких звездных групп, как Sechs Kies и Fin.K.L, компания переименовала себя в DSP Entertainment.
После слияния с Hoshin Textile Company в марте 2006 года DSP Entertainment была переименована в DSP Enti.
В сентябре 2008 года DSP Enti была переименована в DSP Media. К этому времени компания стала известна своим успехом в индустрии k-pop.
В марте 2010 года Ли Хо Ён перенес инсульт, после чего его жена Чхве Ми Кён начала управлять компанией. DSP был самым большим конкурентом SM Entertainment, но с тех пор успех компании пошел на убыль. Способности Ли Хо Ён сыграли большую роль в прошлом успехе. Ранним утром 14 февраля 2018 года Ли Хо Ён умерл в возрасте 64 лет после долгой борьбы с болезнью.

## Артисты

### Группы
- KARD
- Mirae
- Young posse

### Соло-артисты
- Хо Ён Чжи
- BM
- Рэйчел

## Бывшие артисты
| - SoBangCha (1987–1996) - ZAM (1992–1995) - CO CO (1994–1995) - MUE (1994–1999) - IDOL (1995–1997) - Mountain (1996–?) - Sechs Kies (1997–2000) - Fin.K.L1 (1998–2005) - Leeds (1999–2000) - Click-B2 (1999–2006) - О Чжон Хёк (1999–2020) - Ли Хёри (2003-2006) - Shyne (2004–2007) - SS501 (2005–2010) - Sunha (2007–2009) - A'st1 (2008–2009) - KARA (2007–2016) - Ким Сон Хи (2007–2008) - Чон Николь (2007–2014) - Кан Чжи Ён (2008–2014) - Пак Кю Ри (2007–2016) - Хан Сын Ён (2007–2016) - Ку Хара (2008–2016) - Rainbow (2009-2016, 2019) - Puretty (2012–2014) - Ю Хе Ин (2012–2014) - Чон Чжэ Ын (2012–2014) - Чо Ши Юн - Ан Со Чжин (2012-2015) - A-Jax (2012-2019) - Сонмин (2012–2016) - Джэхён (2012–2016) - Джиху (2012–2016) - Kasper (2016–2018) - April (2015–2022) - Ли Хён Чжу (2015–2021) - Чхэвон (2015–2022) - Ли На Ын (2015–2022) - Йена (2015–2022) - Джинсоль (2015–2022) - Чэкён (2015–2022) | Бывшие актёры - Пак Со Хён - О Хён Кён - Ким Хю Су (1997–?) - Чон Хе Вон (2010–?) - Пак Чон Xан (2013-?) - Чой Бэ Ён - Пэк Сын Lо - Сон Чан Ик |

## Фильмография
- Закон о чрезвычайном положении 19 (Фильм, 2002, Click-B, Fin.K.L)
- Драма Трехлистный клевер (SBS, 2005)
- Моя девушка (SBS, 2005)
- Она (SBS, 2006)
- Ён Гэ Со Мун (SBS, 2006)
- Хирург Бон Дал-Хи  (SBS, 2007)
- Плохая пара (SBS, 2007)
- Библиотека разбитого сердца (Фильм, 2008)
- Making the Star(MBC, 2012)
- Kara Project (MBC, реалити-шоу, 2014)